# I Califfi
I Califfi, nati originariamente con il nome de I 4 Califfi, sono un gruppo musicale fondato nel 1965 nella scena musicale beat fiorentina.

## Storia del gruppo
I Califfi nascono nel 1965 a Firenze su iniziativa di Franco Boldrini, bassista dal 1963 nel gruppo di supporto di Edoardo Vianello. Dopo la prima formazione col batterista Piero Barbetti, nasce la seconda formazione che comprende Carlo Felice Marcovecchio, batterista,  Marco Bracci, chitarrista, Giuseppe Maffei, tastiere e successivamente Michele Di Stefano, che incidono Ti giuro è così, cover dei Kinks You Really Got Me, col testo di Franco Boldrini. Nel 1969 la formazione vede Paolo Tofani alla chitarra e Giacomo Romoli all'organo Hammond.
Grazie alle tournée assieme ad altri gruppi del periodo come I Giganti, I Profeti, i Pooh, i Camaleonti, vengono notati da Giorgio Gaber, che li introduce alla Rifi-Record di Giovanni Ansoldi per la quale incidono Al mattino (1967), Fogli di quaderno, in gara a Un disco per l'estate 1969, e Così ti amo (1968), cover di To Love Somebody dei Bee Gees. Nel 1970 partecipano al Cantagiro e al Festivalbar con Acqua e sapone e l'anno successivo a Un disco per l'estate 1971 con Lola bella mia. I brani sono tutti firmati da Franco Boldrini.
Nel 1972 la formazione dei Califfi viene cambiata radicalmente da Franco Boldrini, detentore del nome, con Maurizio Boldrini alla batteria, Vincenzo Amadei alla chitarra e Sandro Cinotti alle tastiere. Con questo organico il gruppo incide il disco di rock progressivo Fiore di metallo (autore F. Boldrini) per la Fonit Cetra, ma nel 1976 Franco Boldrini  scioglie il gruppo per gravi ragioni familiari ed entra nel mondo delle tv private, diventando in seguito anche regista, giornalista e autore di programmi (C48-Retemia-Canale 10-TMC2).
Dopo la disfatta di Vittorio Cecchi Gori nel calcio e nelle TV,  Franco Boldrini torna nel suo mondo musicale e pubblica con il nome Franco dei Califfi  la raccolta di successi Tutto scorre che contiene anche sei brani inediti.
Dal 2004 Franco dei Califfi opera in teatro con veri "Viaggi musicali" che raccolgono tutte le esperienze musicali vissute prima e dopo l'era dei Califfi. Musical che raccolgono anche danza e poesia, con vari artisti giovani di buon livello. Grande successo al Teatro Verdi di Firenze nel 2006 con Eppure quando guardo il cielo, scritto e diretto dal Boldrini. Poi, dopo Addio Mariù che parlavi d'amore, grande successo di Così ti amo amore mio (teatri del Veneto).
Nel 2010 incide un CD dal titolo Percorsi dell'anima edito da Klasse Uno di Castelfranco Veneto.
Nel giugno 2012 un grande musical per la BIENNALE D'ARTE DEL BAMBINO di Treviso dal titolo "Giro, girotondo, coloriamo il mondo" con il patrocinio del Comune di Treviso, Pro-loco- Assessorato alla Cultura, Biennale ideata da Liana Bottiglieri, pittrice-insegnante di fama internazionale.

## Formazione
1965-1966:
- Marco Bracci (chitarra, voce)
- Giuseppe Maffei (tastiere, voce)
- Franco Boldrini (basso, voce)

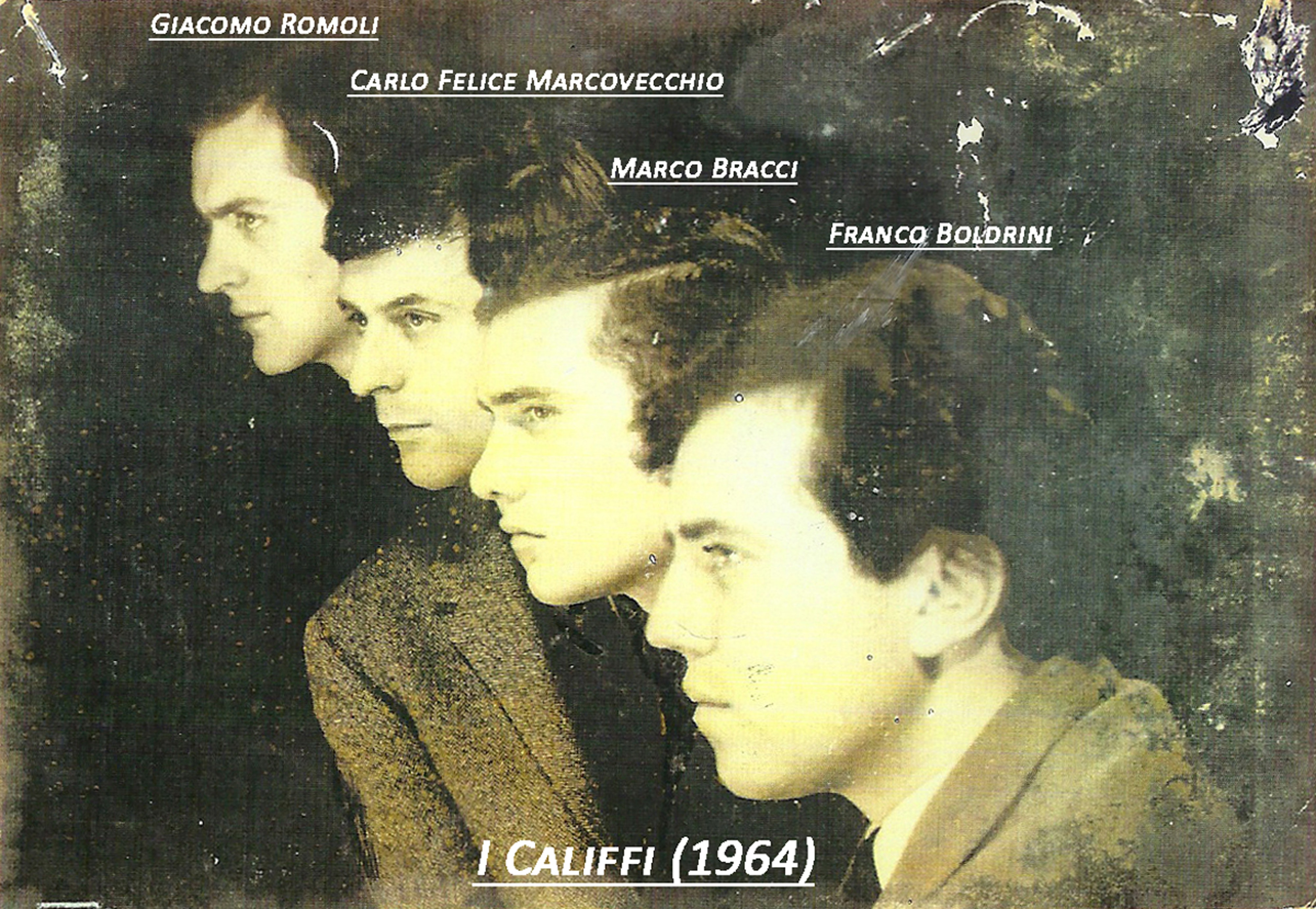

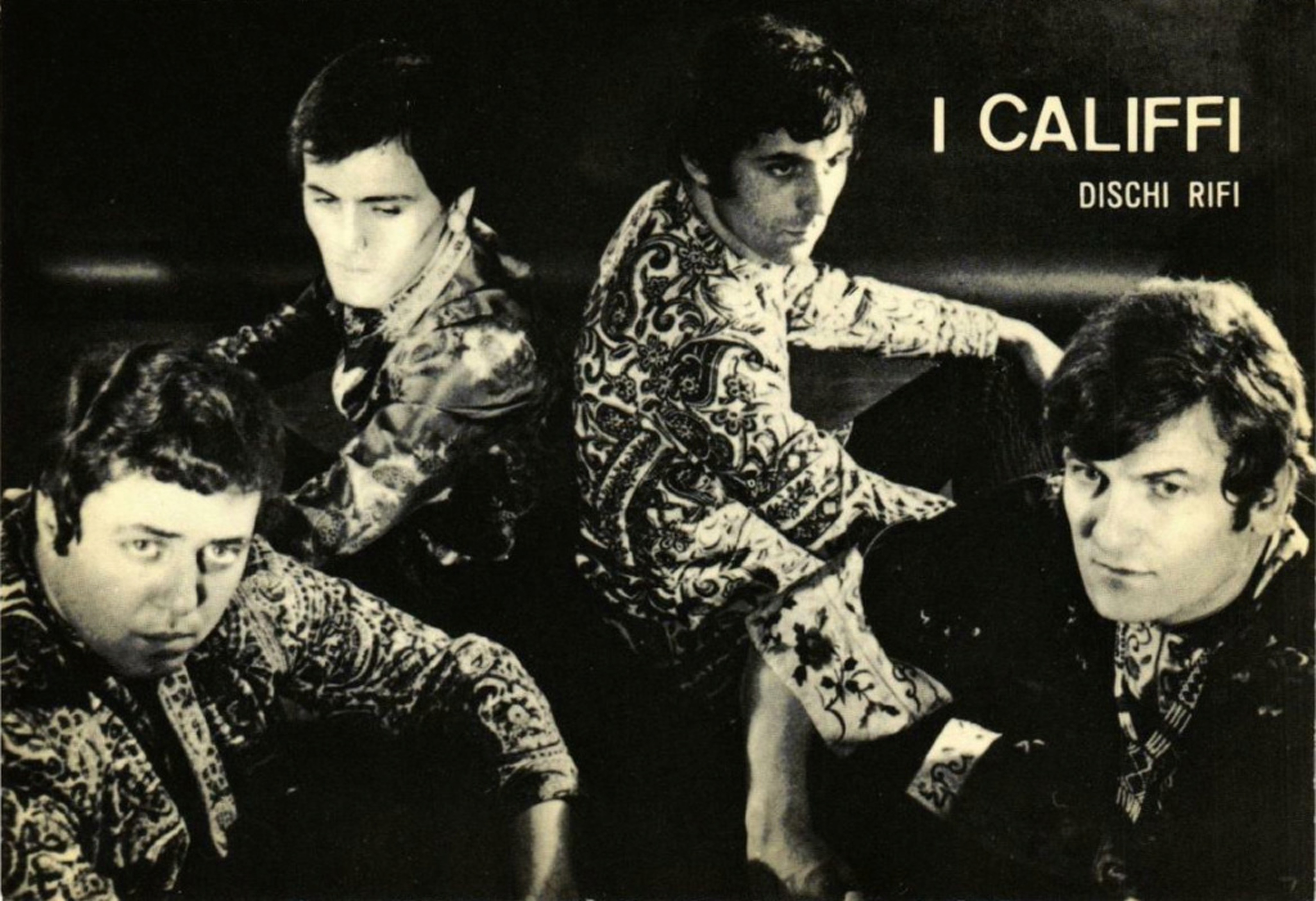

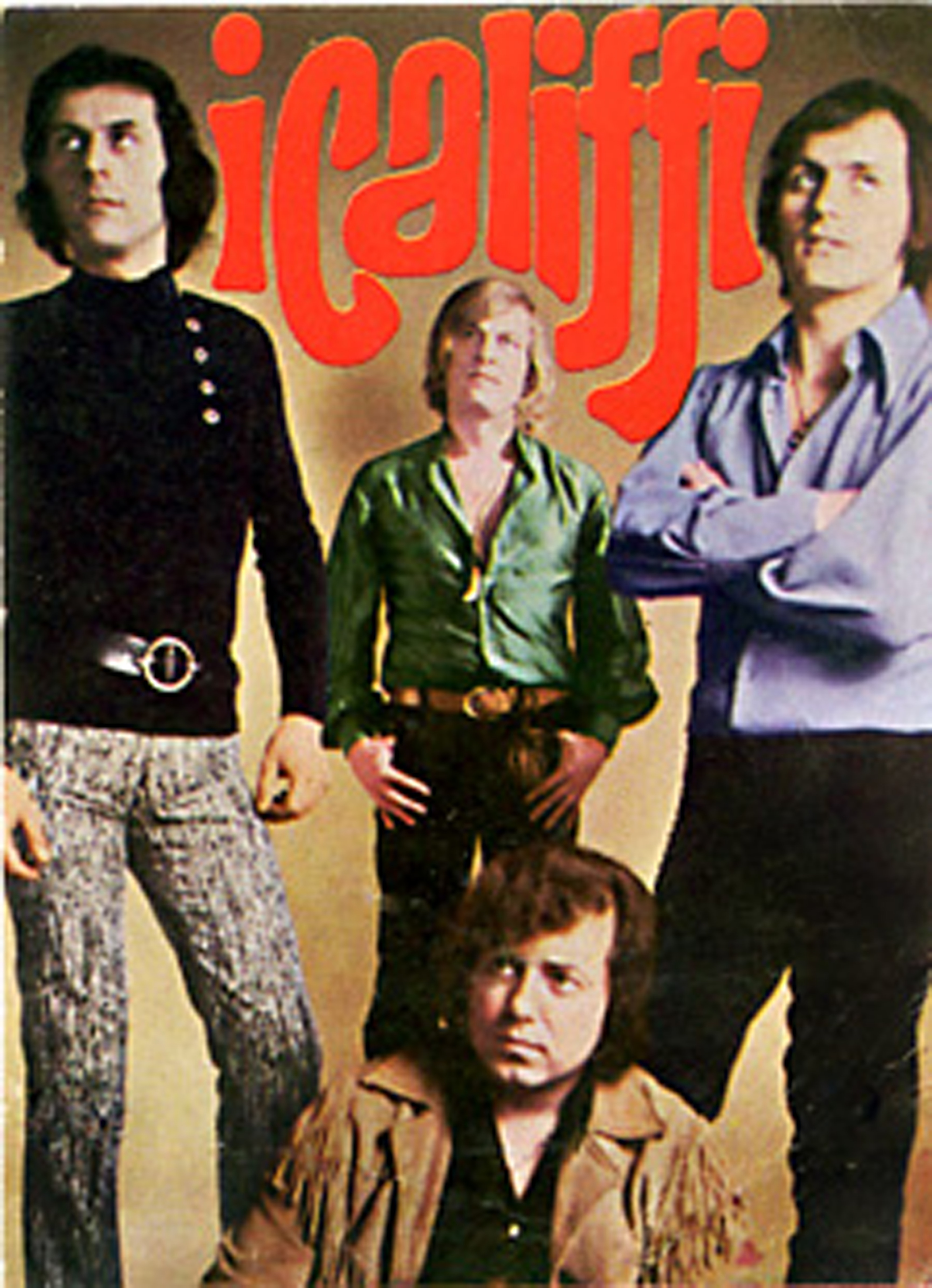

- Carlo Felice Marcovecchio (batteria, voce)

1966-1971:
- Paolo Tofani (chitarra, voce)
- Giacomo Romoli (tastiere)
- Franco Boldrini (basso, voce)
- Carlo Felice Marcovecchio (batteria, voce)

1972-1973:
- Vincenzo Amadei (chitarra)
- Sandro Cinotti (tastiere)
- Franco Boldrini (basso, voce)
- Maurizio Boldrini (batteria, voce)

1975-1977:
- Vincenzo Amadei (chitarra)
- Sandro Cinotti (tastiere)
- Franco Boldrini (basso, voce)
- Maurizio Boldrini (batteria, voce)
- Marco Bracci (chitarra, voce)

## Discografia

### Album in studio
- 1969 - Così ti amo (Ri-Fi, RFL LP 14030)
- 1973 - Fiore di metallo (Fonit Cetra, LPX 23)
- 1996 - Così ti amo (On Sale Music, 52-OSM-004; ristampa dell'album del 1969 con 9 bonus track)
- 2001 - Tutto scorre Franco dei Califfi
- 2010 - Percorsi dell'anima Franco dei Califfi (Klasse Uno record)

### Singoli
- 1966 - Ti giuro è così/Sotto casa tua (CD Records, cd 012; con la denominazione I 4 Califfi)
- 1967 - Al mattino/Un uomo solo (Ri-Fi, RFN NP 16219)
- 1968 - Chiuso con tutti/Torna a me (Ri-Fi, RFN NP 16240)
- 1968 - Così ti amo/Tutto quello (Ri-Fi, RFN NP 16241)
- 1968 - La fiera del perdono/Parlano di te (Ri-Fi, RFN NP 16299)
- 1969 - Fogli di quaderno/La bellezza (Ri-Fi, RFN NP 16349)
- 1969 - Vita inutile/L'appuntamento (Ri-Fi, RFN NP 16377)
- 1970 - Acqua e sapone/Lei non mi tradirebbe mai (Compagnia Generale del Disco, N 9779)
- 1970 - Ragazzi tocca a noi/Cobra (Compagnia Generale del Disco, 109)
- 1971 - Lola bella mia/Alleluia (Compagnia Generale del Disco, 113)
- 1971 - Io e il tuo cane Boo/Fiore del Nord (Compagnia Generale del Disco, 136)
- 1973 - Felicità, sorriso e pianto/Col vento nei capelli (Cetra, SPD 660)